# Axiata
Axiata（アシアタ）とは、マレーシアを本拠とする東南アジア各国にて通信会社を運営する会社。

## 概要
1992年にマレーシアテレコムが国際部門をTM International Bhd として分離し、2009年に現社名に変更した。その際に現スローガンも導入した。
現スローガンは、"Advancing Asia (Menerajui Asia)"。

## グループ
現在11カ国にて携帯電話会社を運営している。　またブランド名も各国によって異なっている。グループ総加入数は2億人を超える。
| Country        | Brand         | Ownership |
| -------------- | ------------- | --------- |
| バングラデシュ | Robi          | 92.00%    |
| カンボジア     | Smart         | 100%      |
| インド         | Idea Cellular | 19.96%    |
| インドネシア   | AXIS          | 不明      |
| インドネシア   | XL            | 66.55%    |
| マレーシア     | Celcom        | 100%      |
| マレーシア     | Tune Talk     | 35.00%    |
| パキスタン     | Multinet      | 89.00%    |
| シンガポール   | M1            | 29.12%    |
| スリランカ     | Dialog        | 84.97%    |
| タイ           | i-mobile      | 24.04%    |